# كوك كا مينغ
كوك كا مينغ (بالصينية: 郭家明) هو مدرب كرة قدم ولاعب كرة قدم صيني في مركز نصف الجناح، ولد في 30 أكتوبر 1949 في هونغ كونغ في الصين. شارك مع منتخب هونغ كونغ لكرة القدم. أما مع النوادي، فقد لعب مع هونغ كونغ رينجرز.

## وصلات خارجية
- كوك كا مينغ على موقع الاتحاد الدولي (مؤرشف)  (الإنجليزية)
- كوك كا مينغ على موقع قاعدة بيانات كرة القدم.إي يو (الإنجليزية)